# Aloe rivierei
Aloe rivierei là một loài thực vật có hoa trong họ Măng tây. Loài này được Lavranos & L.E.Newton mô tả khoa học đầu tiên năm 1977.